# Mignon (opera)

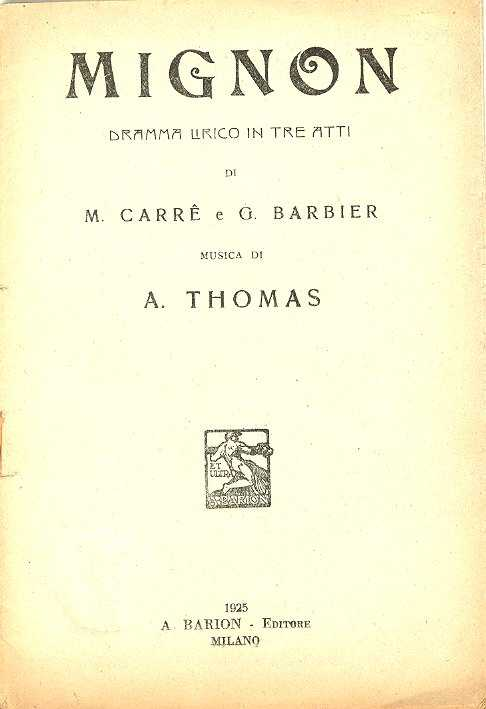
libretto van Mignon, uitgave Attilio Barion, Milaan, 1925

Mignon is een opera in drie akten van Ambroise Thomas op een Frans libretto van Jules Barbier en Michel Carré, gebaseerd op Goethe's verhaal Wilhelm Meister's Lehrjahre. De eerste uitvoering was in de Opéra Comique in Parijs in 1866.

## Rollen
- Hoofdrollen
  - Mignon - mezzosopraan
  - Philine, een actrice - sopraan
  - Wilhelm Meister, een student - tenor
- Kleine rollen
  - Frédéric, Philine's aanbidder - alt of tenor
  - Laerte, een acteur - tenor
  - Lothario, een reizende minstreel - bas
  - Jarno, een zigeuner - bas
  - Antonio, een kasteelbediende - bas
- Overige
  - Stadsmensen, boeren, zigeuners, gasten, acteurs - koor

## Synopsis
Tijd: einde van de 18e eeuw
Plaats: Duitsland en Italië.